# هوهانس آواگیان (هنرپیشه)
هوهانس استپانی آواگیان (تادئوسیان) (ارمنی: Հովհաննես Ստեփանի Ավագյան (Թադևոսյան)؛  ۲۵ اکتبر ۱۹۰۰ – ۱۷ مارس ۱۹۸۴) یک بازیگر اهل ارمنستان بود. وی بین سال‌های - تا - میلادی فعالیت می‌کرد.

## زندگی‌نامه
وی در ۷ نوامبر [سبک قدیمی: ۲۵ اکتبر] ۱۹۰۰ در ایروان به دنیا آمد . وی در  فرهنگستان دولتی تئاتر سوندوکیان فعالیت می‌کرد. وی همچنین برندهٔ جوایزی همچون هنرمند مردمی ارمنستان شوروی (۱۹۵۰)، نشان برجسته افتخار، جایزه استالین و مدال کار شجاعانه در جنگ بزرگ میهنی (۱۹۴۵–۱۹۴۱) شده‌است. وی در ۱۷ مارس ۱۹۸۴ در سن ۸۳ سالگی در ایروان درگذشت.